# Characoma stictigraptella
Characoma stictigraptella är en fjärilsart som beskrevs av Embrik Strand 1922. Characoma stictigraptella ingår i släktet Characoma och familjen trågspinnare. Inga underarter finns listade i Catalogue of Life.